# G1 LEADING SIRE
GI LEADING SIRE是一隻由科樂美在1999年製作的賽馬街機系列。版本二於2000年發表，版本三則為2001年。以磁力卡保存遊玩資料。

## 遊戲簡介
可以給人賭馬，買咭操馬和出馬。大多數的機舖都有十二個位給人玩。由於它玩法自由，玩家可以決定自己買哪種類型的馬匹。同時它可以從藍（speed bar）和紅（stamina bar）看到馬匹實力，不用像其他賽馬遊戲，例如 starhorse2、ihorse、winning sire要顧及到配種、馬匹特性等問題。因玩法簡單，深受玩家歡迎，是街機中的長青樹。

## 概要
根據1998年日本中央競馬會的比賽日程表，來循環進行真實存在的草地賽賽事，順時針及逆時針方向不同的賽道亦忠實再現。雖然在Ver.1時馬·騎師的名都只是用接近現實的名字，但Ver.2以後全部用現實名稱登場。OPEN、GIII賽是6匹馬，GII賽是7匹馬，GI賽是8匹馬作賽。Ver.2之後符合一定條件的情況下會出現隱藏賽（全部隱藏賽都是GI）。

## 遊戲內容
中間是進行模擬賽事的賽場，旁邊圍著12個機台，按屏幕來進行遊戲。遊戲分投注和養成兩部份，可同時享受兩種不同玩法。
- 投注

有獨贏、連贏兩種投注方式，賠率由1.1倍到999.0倍。有獎分（Bouns Point），贏了的分數會以相同的分數加進獎分，達到一定的獎分時在養成遊戲中可以使用特別訓練。最多可以儲存到兩次特別訓練。
- 養成

玩養成遊戲需要有專用的磁卡進行。
新開卡時，最先要輸入4個字以內的片假名，而這個名字會顯示在你擁有的馬的馬名之前。之後就必需買馬，每場賽事有3匹馬供玩家選購。Ver.3有中間人介紹供選馬匹，有可信的也有不可信的中間人。然後選擇重視速度、重視耐力或重視狀態其中一種馬房。馬有年齡和性別，以限定可參加的賽事。一張卡最多可以有8匹馬。
訓練分慢跑、增強、全力、坂路和特別5種。狀態變差時也有需要放牧的時候。即使不進行訓練也可以出賽。
比賽的登記費是GI需要10個，除此之外需要5個Credits。隱藏賽事因應各店鋪設定不同而有所不同。一場賽事的所有機台中只有5匹馬可以參加。隱藏賽只有符合條件的馬可以參賽。可選擇騎師，放頭、居前、居中和留後每種跑法中各有1人選擇。只有第一和第二名可得到獎金，得到獎金時，會因應選擇騎師時顯示騎師抽取的百分數來扣減獎金。即使跑不進二甲也不會失去馬匹的擁有權。
得到很多獎金的馬匹被引退又或者全部GI稱霸時，會顯示一個密碼。在日本機台初出時，這個密碼可在日本科樂美的官方網站上參加網上排名活動，但這項活動現在已經結束。日本科樂美會在參加網上排名活動的人中抽出一些玩家送出紀念品。抽獎獎品有收錄了過去GI系列用過的音樂的原聲CD及原創手機繩。

## 馬場屬性
馬場地質分為四種：
- 良地(草地地質良好)

大利後上馬匹，內檔馬匹佔有少量優勢。
- 不良地(內欄草地被過份踐踏或地質差導致不良)

大利外檔及外走外疊馬匹。
- 重地(馬場地質很硬)

大利前置馬匹，負磅數少的馬匹，內檔及內欄走的馬匹佔有大量優勢。
- 稍重地(馬場地質稍硬)

前置馬匹，負磅數少的馬匹，內檔及內欄走的馬匹佔有少量優勢。

## 特別賽
G1 leading Ver.3新增特別賽，當玩家馬匹符合特別賽的出賽條件，就可以參加特別賽，嬴取大量的獎金。

1.龍龍開花 香港國際賽 
出賽條件 : 過去5戰富士s(G3)勝出
獎金 : 500 (1st) 200 (2nd)

2. Picadilly Cup 英國7月杯 
出賽條件 : スプリンターズS(G1)持 及 過去5戰高松宮記念(G1)勝出
獎金 : 800 (1st) 250 (2nd)

3. Twinkle Cup 法國Prix Jacques Le Marois
出賽條件 : マイルCS(G1)持 及 過去5戰安田紀念(G1)勝出
獎金 : 800 (1st) 250 (2nd)

4. Twister Stakes 英國Sussex Stakes薩賽克斯錦標 
出賽條件 : ＮＨＫマイルＣ(G1)持 及 過去5戰安田紀念(G1)勝出
獎金 : 800 (1st) 250 (2nd)

5. Cyclone Stakes 英國英王喬治六世及伊利沙伯女王鑽石大賽 
出賽條件 : 天皇秋(G1)及宝塚記念(G1)持 及 過去5戰天皇春(G1)勝出
獎金 : 1000 (1st) 300 (2nd)

6. Million Fever Cup 美國雅靈頓百萬大賽 
出賽條件 : 皐月賞(G1)及天皇秋(G1)持 及 前走2000米勝出
獎金 : 1200 (1st) 400 (2nd)

7. World Racing Cup 法國凱旋門賞
出賽條件 : 天皇春(G1)、天皇秋(G1)、日本杯(G1)、寶塚(G1)及有馬(G1)勝出3場 及 過去5戰寶塚(G1)勝出
獎金 : 1500 (1st) 500 (2nd)

8. Dragon Palace Trophy 澳洲墨爾本杯 
出賽條件 : 菊花賞(G1)持 及 過去5戰天皇春(G1)勝出
獎金 : 1000 (1st) 300 (2nd)

9. Leading Sire Cup 美國育馬者杯 
出賽條件 : 天皇春(G1)、天皇秋(G1)、日本杯(G1)、寶塚(G1)及有馬(G1)勝出3場 及 前走勝出
獎金 : 2000 (1st) 200 (2nd)

10. G1 Classics Turf 英國葉森打比 
出賽條件 : 朝日杯(G1)+皐月賞(G1)
獎金 : 1000 (1st) 300(2nd)

## 關聯作品
- GI CLASSIC
- GI CLASSIC WINDS
- GI CLASSIC EX
- GI WINNING SIRE
- GI TURFWILD

## 外部連結
- （日語）G1-LEADING SIRE官方網站